# Мельников, Николай Алексеевич (писатель)
Никола́й Алексе́евич Ме́льников (6 марта 1966, с. Лысые, Новозыбковский район, Брянская область — 24 мая 2006, г. Козельск, Калужская область) — русский поэт, актёр, режиссёр, сценарист, лауреат литературной премии имени А. И. Фатьянова, член Союза писателей России с 1995 года. Жил и работал в Москве. Автор поэмы «Русский крест».

## Биография
Отцом поэта был деревенский водитель Алексей Харитонович Мельников, матерью — доярка Раиса Фёдоровна Мельникова. Село, откуда родом поэт, находится недалеко от стыка границ Белоруссии, России и Украины.
В 1982 году поступил в ГИТИС. Со 2-го курса был призван в Советскую армию, возобновил учёбу в ГИТИСе в 1986 году, который закончил в 1990 году, получив диплом по специальности «режиссура».
В 1991 году совместно с Николаем Бурляевым принимал участие в организации кинофестиваля «Золотой Витязь».
В 1992 году записал видеоклипы своих авторских песен «Поле Куликово» и «За вас молюсь».
В 1993 году президент кинофестиваля «Золотой Витязь» Николай Бурляев и вице-президент Николай Мельников принимают активное участие в работе парламента России. В ночь со 2 на 3 октября им чудом удаётся покинуть осаждённый Белый дом.
Работал на радио: на радио «Резонанс» вёл молодёжную программу «Мельница», на «Народном радио» программу «Воины во Христе».
В 1994 году снял документальный фильм «Игорь Шафаревич: Я живу в России».
1995—1996 годы — поэт создаёт свои основные хрестоматийные произведения — поэму «Русский крест» и стихотворение «Поставьте памятник деревне».
1999 год — создание повести «Сопрано».

## Кинематограф

### Сценарист
- Русская жертва (2008)
- Русский крест (2023) (на основе одноимённой поэмы)

### Режиссёр
- Игорь Шафаревич: Я живу в России (1994) (документальный)

### Актёр
- Батальоны просят огня (1985) (эпизод)

## Обстоятельства смерти
24 мая 2006 года Николай Мельников был найден мёртвым на автобусной остановке в Козельске. Официальная причина смерти — сердечная недостаточность. В это время Мельников участвовал в съёмках фильма о псковских десантниках «Русская жертва».
Согласно завещанию, похоронен на кладбище родного села Лысые.

## Память
В 2008 году Региональной общественной организацией «Брянское Землячество» в Москве была учреждена литературная премия имени Н. Мельникова.

## Семья
Жена поэта — Юлия Мельникова, сын — Григорий Мельников. Сёстры — Валентина и Наталья.

## Экранизации
В 2023 году был снят фильм «Русский крест» по одноимённой поэме Николая Мельникова.